# Mina (Amadora)
Mina is een freguesia in de Portugese gemeente Amadora en telt 18 915 inwoners (2001).